# Rwandyjskie Siły Powietrzne
Ruandyjskie Siły Powietrzne (Force Aèrienne Rwandaise) składają się z 2 samolotów SOCATA R235 Guerrier służących jako przeciwpartyzanckie. Funkcję transportową spełniają samoloty Nord N-2501F Noratlas i 2 samoloty Pilatus Britten Norman BN-2A Islander. Rwanda posiada także śmigłowce Aerospatiale SA-342L. Do przewozu osobistości służy Aerospatiale SE-210 Caravelle III.